# Palazzo Rucellai

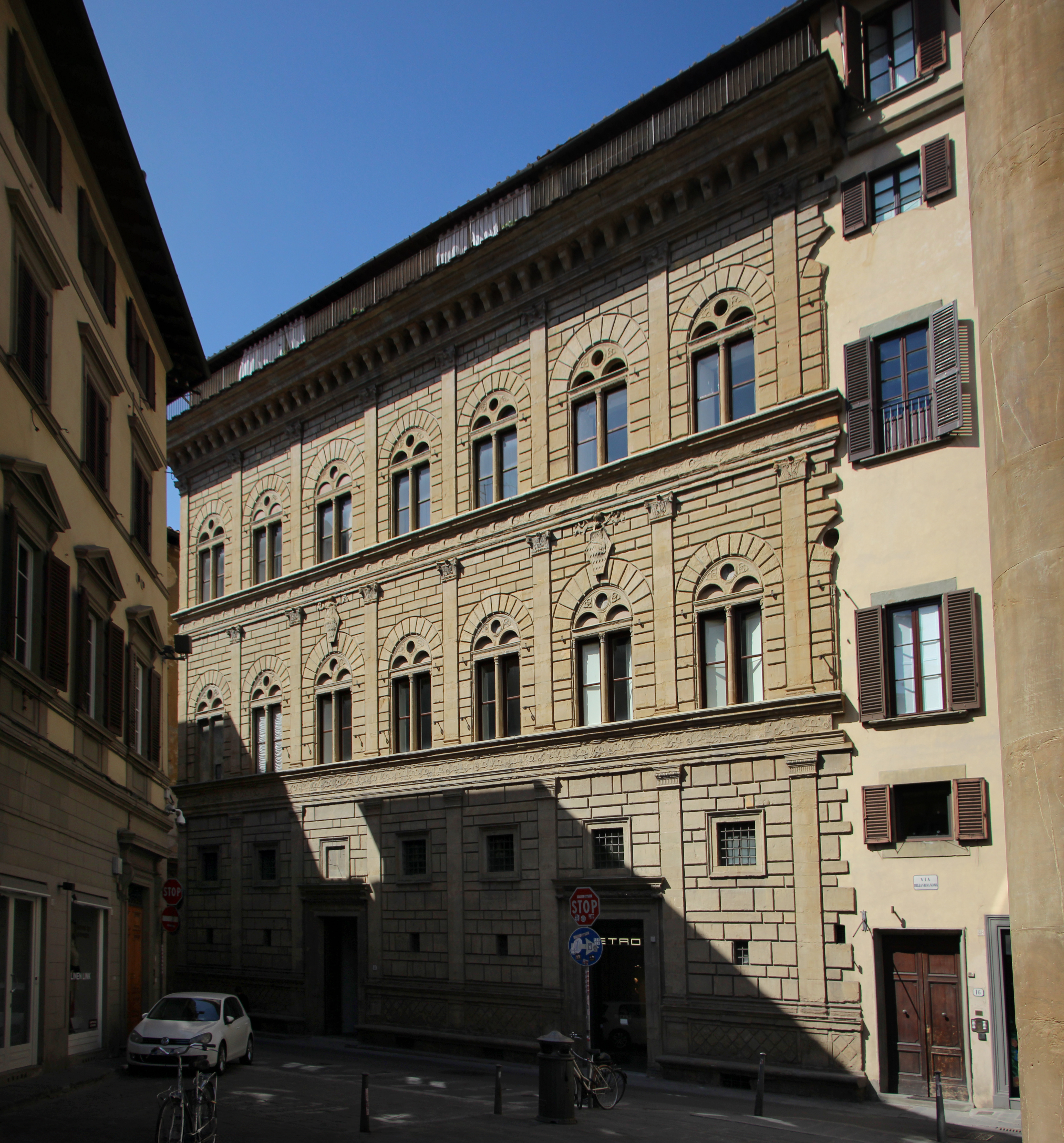
Palazzo Rucellai

Der Palazzo Rucellai ist eine Stadtresidenz in Florenz aus der Zeit der Renaissance. Er wurde im Jahr 1446 von Giovanni Rucellai (1403–1481) in Auftrag gegeben. Der Ursprungsentwurf stammt vom Architekten Leon Battista Alberti, die eigentliche Ausführung unternahm „Bernardo di Matteo Gamberelli“ alias Bernardo Rossellino. Fertiggestellt wurde der Palast 1451, wobei die Arbeiten an der Fassade erst um 1465 beendet wurden. Auch die Loggia Rucellai vor dem Gebäude, die 1462 und 1463 errichtet wurde und die für die Wirkung der Fassade des Palazzo Rucellai wichtig ist, gilt als Werk Albertis.

## Geschichte

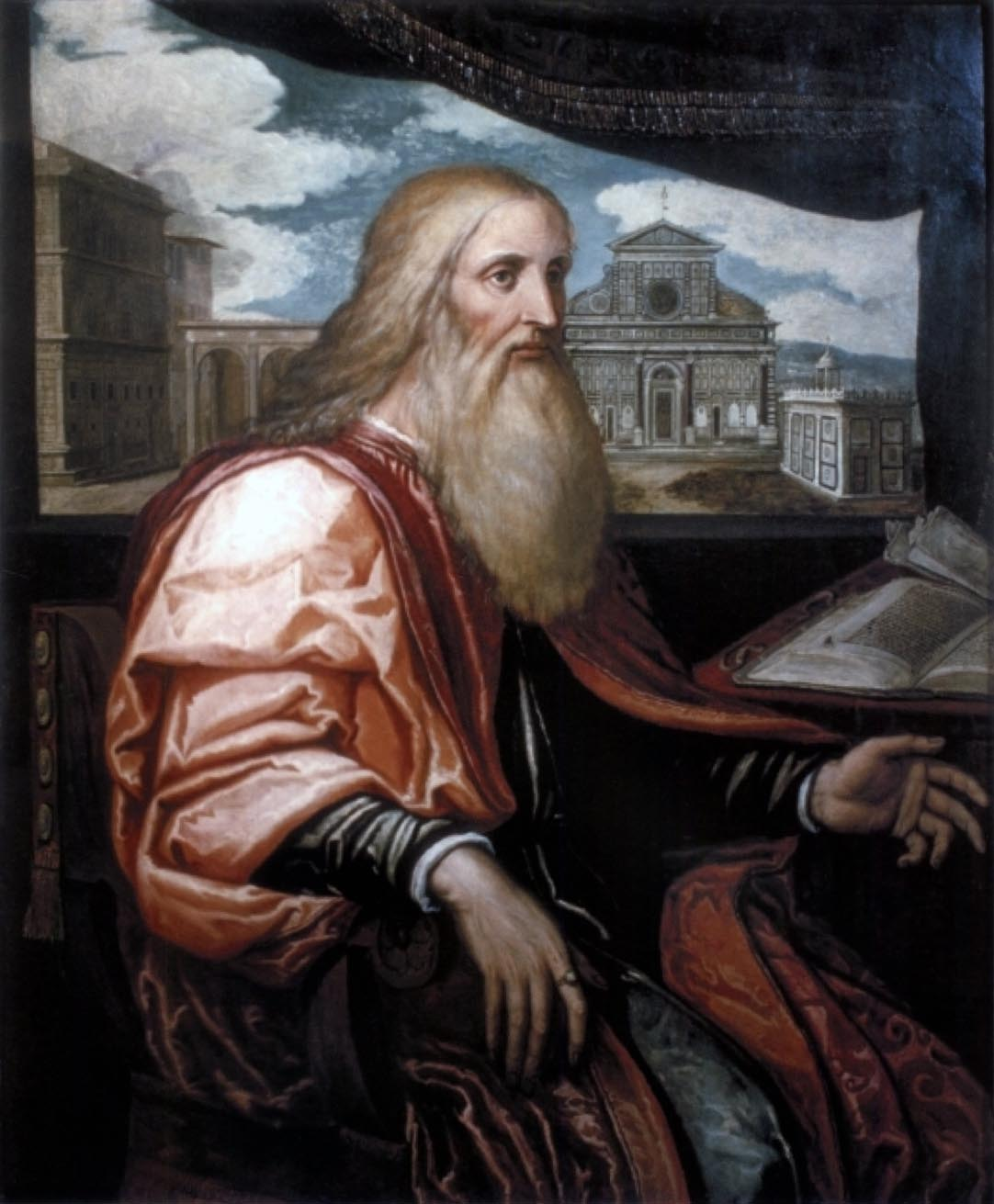
Giovanni di Paolo Rucellai Francesco Salviati zugeschrieben

Der Palazzo liegt an der Kreuzung der engen florentinischen Straßen Via della Vigna Nuova, Via dei Palchetti und Via dei Purgatorio.  Er wurde im Auftrag von Giovanni di Paolo Rucellai erbaut. Rucellai war Mitglied einer wohlhabenden Händlerfamilie und Politiker. Der Palazzo sollte den wachsenden Einfluss der Familie Rucellai auf das Leben von Florenz demonstrieren. Der Entwurf des Palazzo Rucellai stammt von dem Renaissance-Architekten Leon-Battista Alberti, der auch als Schriftsteller, Mathematiker sowie als Kunsttheoretiker bekannt war. Die gesamte architektonische Aufsicht des Baus des Palazzo übernahm der Bildhauer und Baumeister Bernardo Rossellino, der insbesondere für den Innenhof verantwortlich war. Der Komplex weist eine klassisch-harmonische Struktur auf. Sie ist die Weiterentwicklung der Stilformen des nahezu zeitgleich gebauten Palazzo Medici, der noch viele spätgotische Elemente aufweist und der eher Argwohn und Wehrhaftigkeit verkörpert. An der Stelle des Palazzos befanden sich vor dessen Bau acht kleine Gebäude, von denen die meisten der Familie Rucellai gehörten. Alberti verband sie mit einer soliden Fassade, die erst um 1465 fertiggestellt wurde.
Der Palazzo gehört bis heute der Familie Rucellai. Seit 1985 befindet sich Erdgeschoss des Palazzo Rucellai das Museum für die Geschichte der Fotografie (Museo di Storia della Fotografia Fratelli Alinari). Der Palazzo ist auch Sitz eines Bildungsinstituts. In der Loggia finden gelegentlich Kunstausstellungen statt.

## Architektur

### Fassade

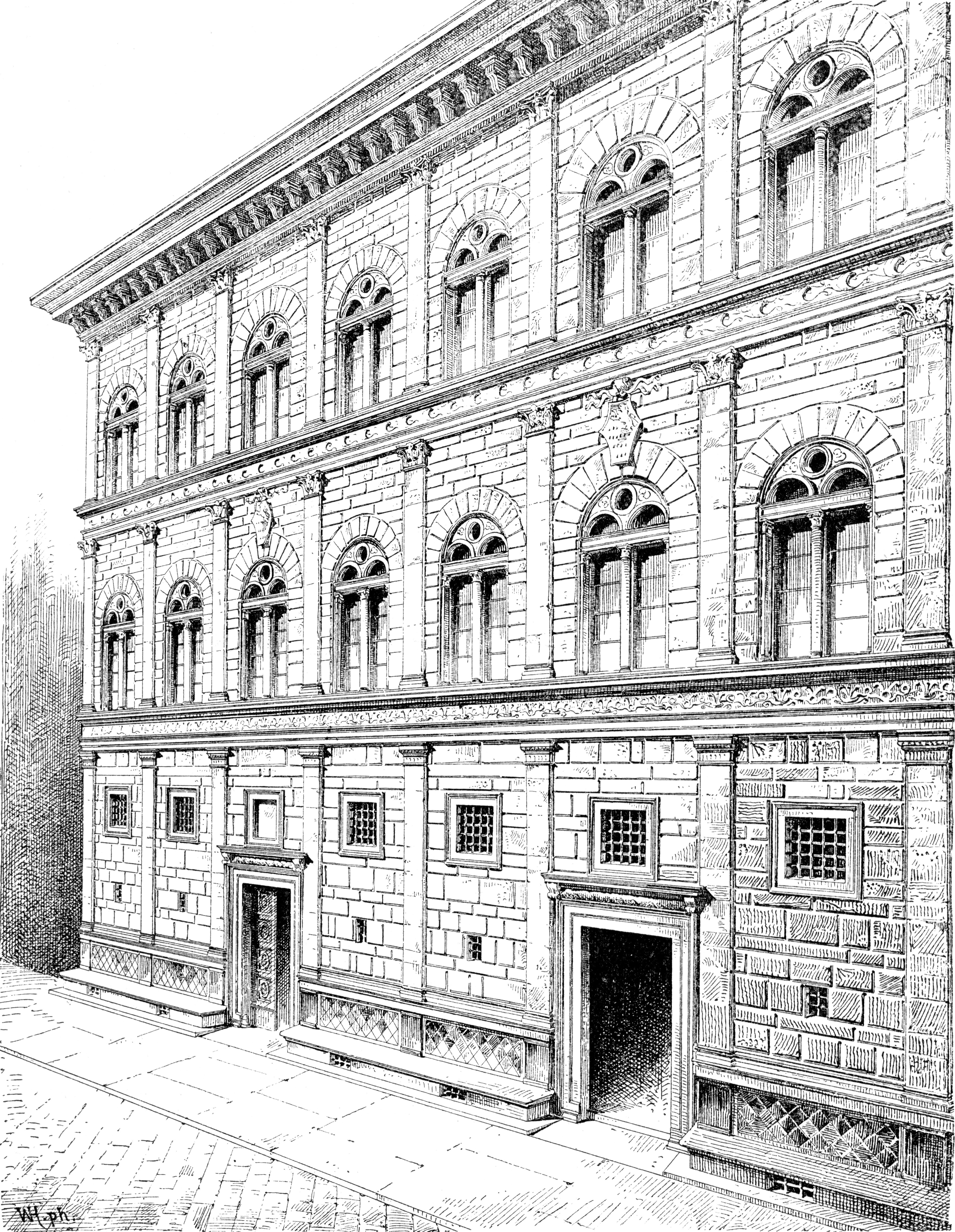
Fassade des Palazzo Rucellai

Der Palazzo Rucellai war mit seiner pseudoantiken Fassade der erste florentinische Palazzo, der nach den Prinzipien der Renaissance-Architektur erbaut wurde. Revolutionär ist dabei besonders Albertis kohärente Blendgliederung der Fassade, die mit ihrer Abfolge klassischer Säulenordnungen mit dorischen, ionischen und korinthischen Kapitellen das klassische Motiv der Schaufassade antik-griechischer Bauten erstmals wieder in Profanbauten der frühen Neuzeit aufnimmt. Leon Battista Alberti musste also eine Übereinstimmung finden zwischen den durch Vitruv überlieferten Proportionen der antiken Säulenordnungen und den Proportionen eines kubischen Baukörpers einschließlich seiner Fensterachsen. In der Gestaltung seiner Fassade „zitierte“ der Architekt auch die Bögen des Kolosseums. Weiter veränderte Alberti auch das Motiv des Wandreliefs der Fassade in einer Art und Weise, dass die Fassadengestaltung nunmehr graphisch aufgefasst wird. Die nur wenig aus der Mauerflucht heraustretenden Pilaster wirken wie glatte Streifen, die von Mauerwerk mit lebhafter Binnenzeichnung umgeben sind. Die vertikalen Strukturen können auch als Lisenen angesehen werden, die in drei Stufen übereinander liegen und über dem in Opus reticulatum gearbeiteten Sockel beginnen. In der Horizontalen unterbrechen sie das fortlaufende Mauerwerk und in der Vertikalen enden sie jeweils auf Höhe der Hauptgesimse. Die vertikalen Gliederungselemente treten kaum aus der Fassade heraus und haben nur dekorativen Charakter. Die Fassade des Palazzo Rucellai wird mitunter als „Enzyklopädie der architektonischen Ordnungen“ bezeichnet, da die Pilaster in jede der drei Etagen einer unterschiedlichen Ordnung folgen; die erste Etage ist toskanisch, die zweite ionisch und die dritte korinthisch. Eine andere Quelle nennt für das Erdgeschoss eine dorisch-toskanische Ordnung und darüber zwei ungleiche korinthische Ordnungen. Sowohl das zweite als auch das dritte Geschoss wurde damit als „herrschaftlich “ausgezeichnet. Ein dreiteiliges Gebälk markiert die Trennung der Stockwerke. Am Abschluss des oberen Geschosses, wurde ähnlich dem Palazzo Medici ein stark vorkragendes Kranzgesims ansetzt. Aus architektonischer Sicht liegt der Palazzo Rucellai ungünstig zwischen benachbarten Gebäuden. Um den Palazzo visuell höher erscheinen zu lassen, ist jede der folgenden Etagen des Gebäudes niedriger ausgeführt als die vorherige.

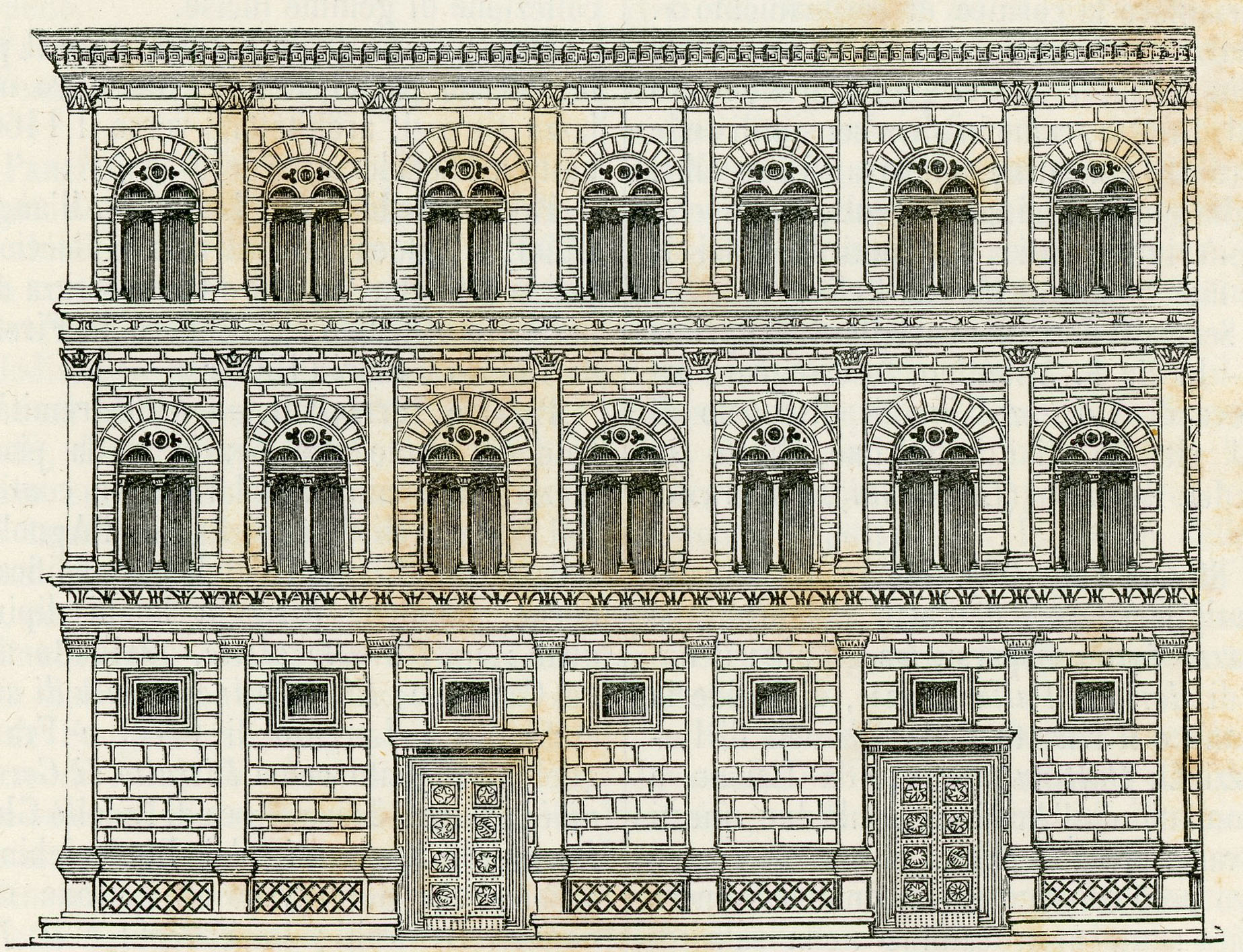
Gesamtansicht der Fassade
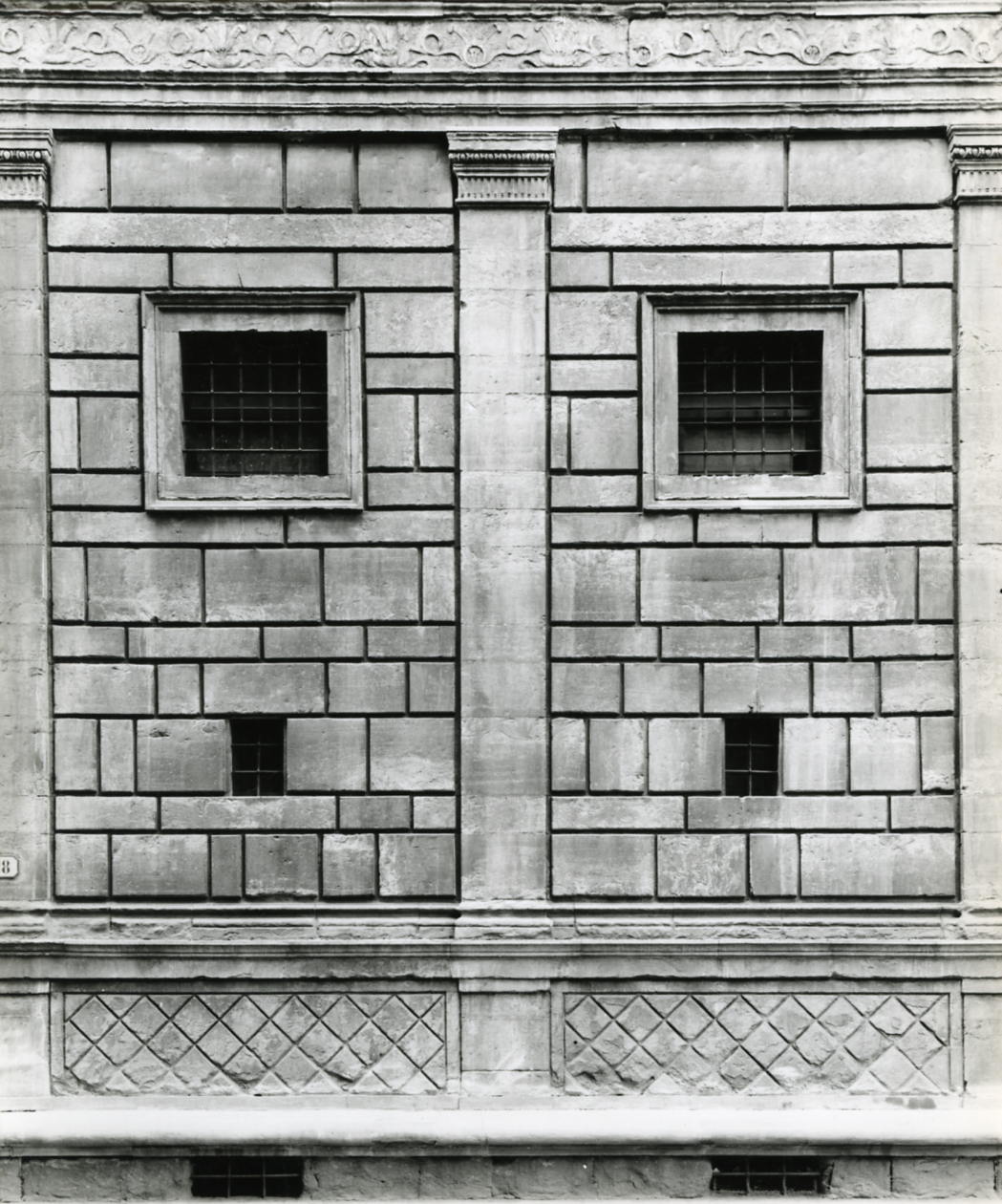
Fassadendetail, fotografiert von Paolo Monti, 1972: Erdgeschoss
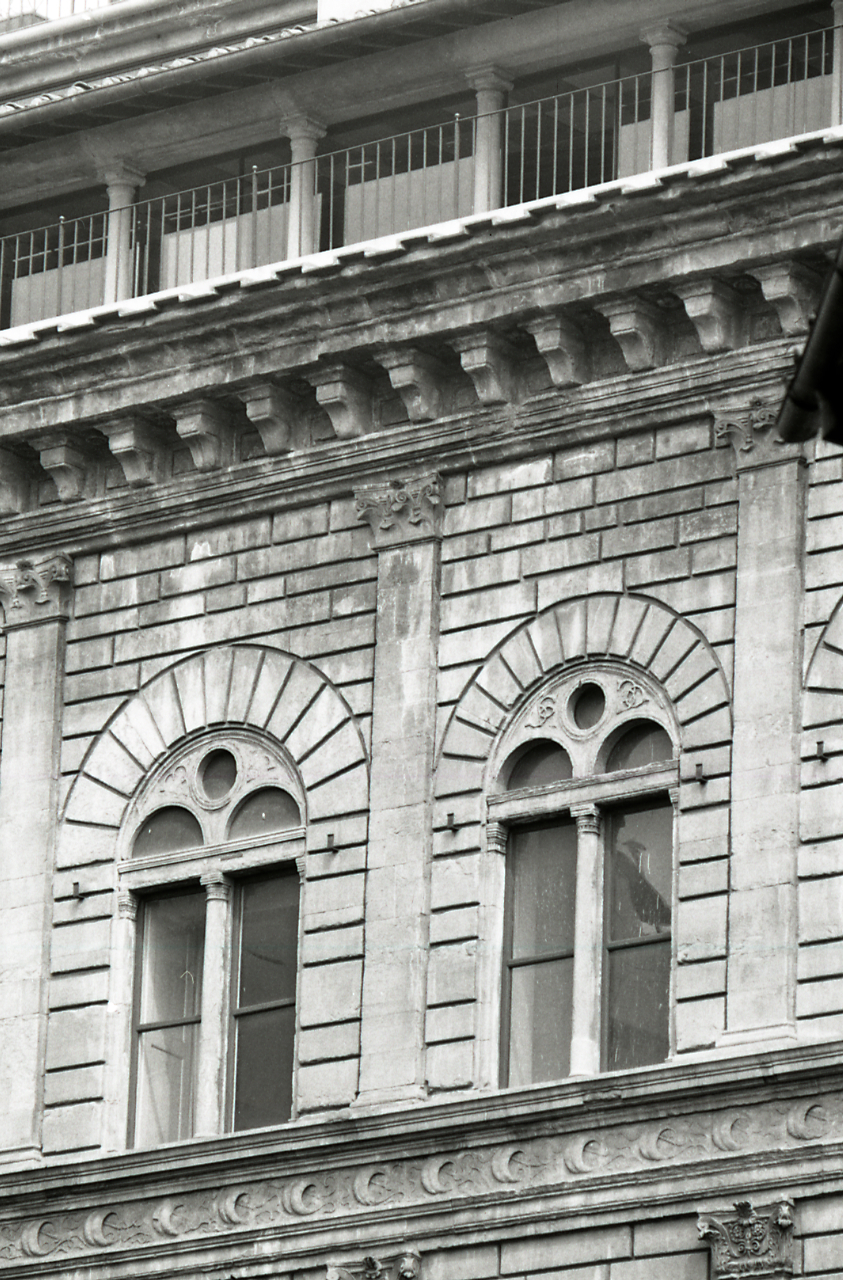
Fassadendetail, fotografiert von Paolo Monti, 1972: Obere Fenster

### Innenräume

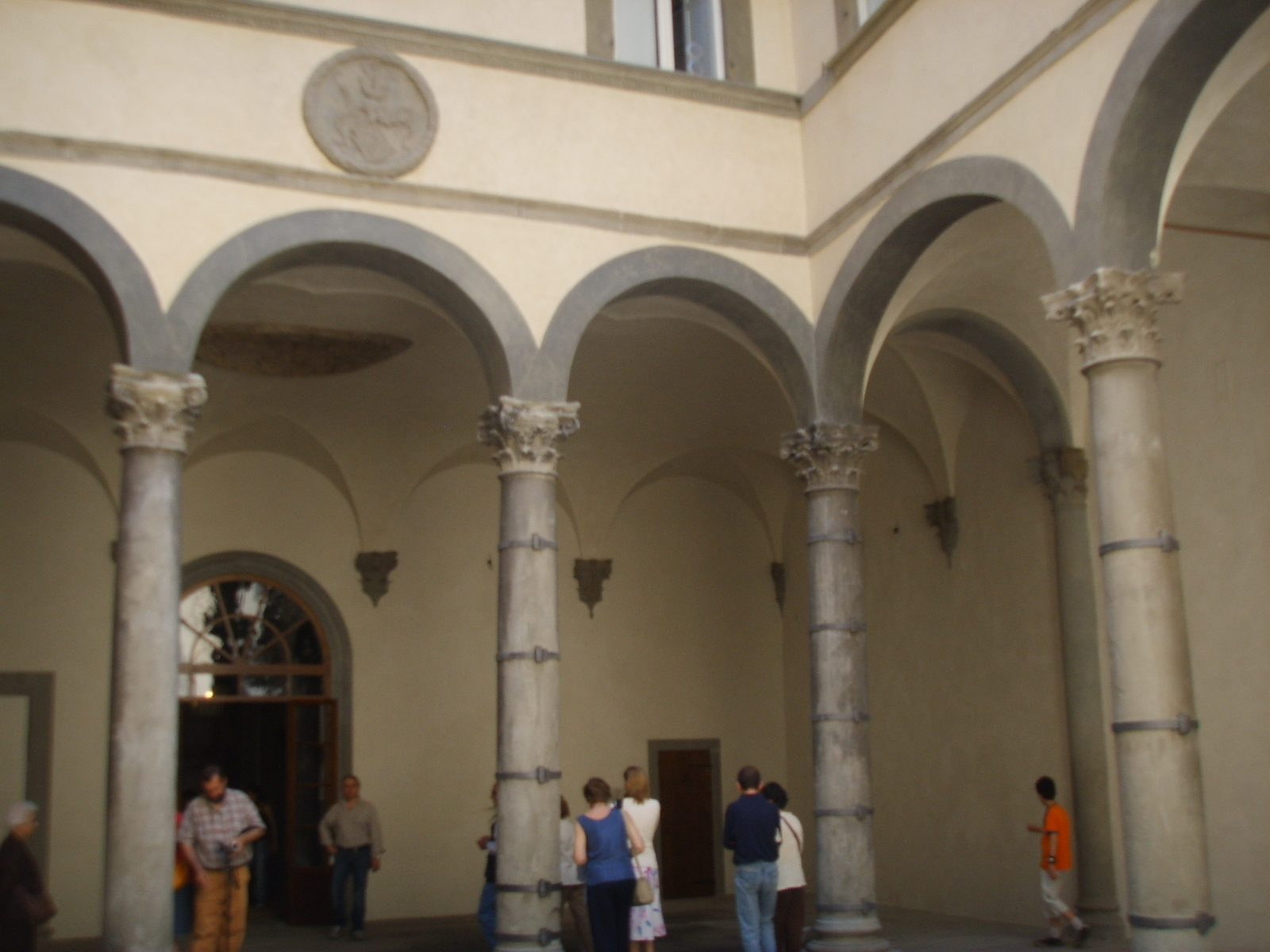
Innenhof des Palazzo Rucellai

Der Grundriss des Palastes, d. h. seine Anordnung um einen Innenhof, wurde wahrscheinlich von Filippo Brunelleschis Loggia des Ospedale degli Innocenti inspiriert. Vermutlich wurde 1461 eine Loggia von Battista Alberti für eine Hochzeit hinzugefügt, die zwei einflussreiche florentinische Familien verband – Rucellai und Medici. Die Arkaden dieses Renaissance-Innenhofs sind heute auf zwei Seiten zugemauert. Die weiten Rundbögen werden von Säulen mit kunstvollen korinthischen Kapitellen getragen, die an die Säulen über dem Portal des Baptisterium San Giovanni erinnern. Die vier Etagen des Palazzo waren folgendermaßen genutzt: Das Erdgeschoss diente den Geschäften der Rucellai, der zweite Stock war für Empfänge vorgesehen und im dritten Geschoss befanden sich die Wohnräume. In einen versteckten vierten Stock lagen noch Büroräume. Einige Räume wurden mit Fresken von Giovanni Domenico Ferretti, Lorenzo del Moro und Pietro Anderlini geschmückt.

### Nebengebäude

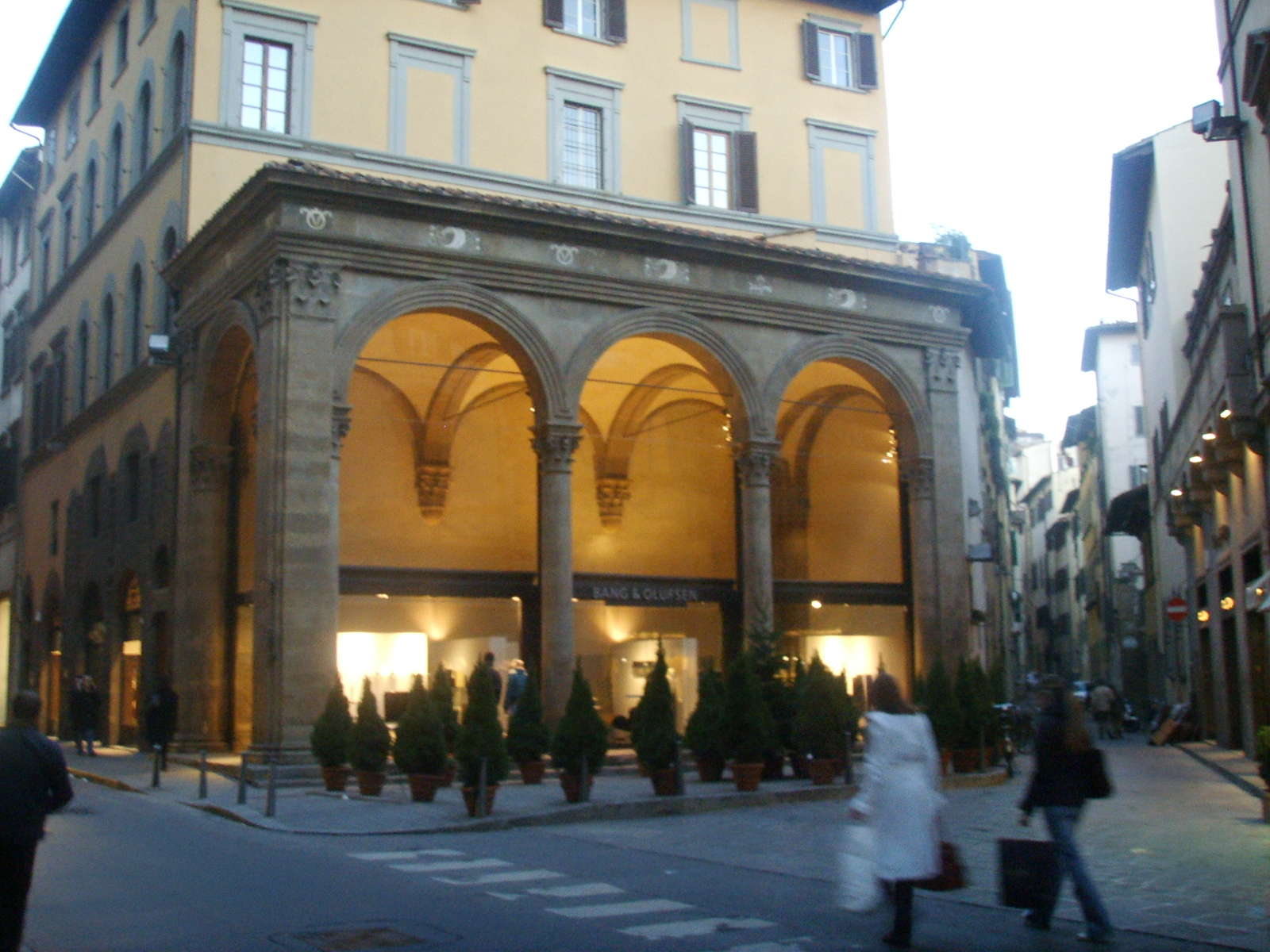
Loggia Rucellai vor dem Palazzo Rucellai

Auf der anderen Straßenseite der Via della Vigna Nuova befindet sich die Loggia Rucellai. Sie wurde zwischen 1462 und 1463 errichtet und schuf zusammen mit dem Platz davor eine wichtige Voraussetzung für die Wirkung der Fassade des Palazzo Rucellai.
Neben dem Vorhof befindet sich die Grabkapelle in der ehemaligen Kirche San Pancrazio. In ihr befindet sich das von Alberti 1467 entworfene Grabmonument für Giovanni Rucellai, das nach dem Vorbild des Heiligen Grabes in Jerusalem ausgeführt wurde.